# Pere Nin Vilella
Pere Nin Vilella   (Igualada, 1933 - 1997) va ser un locutor de ràdio i radiofonista català.
Procedent del món del teatre amateur, va entrar en l'emissora de Radio Nacional de España (RNE) a Barcelona a mitjans de la dècada de 1950. Després de passar uns pocs anys en l'emissora andorrana Andorradio, on va arribar a treballar com a locutor en tres idiomes diferents (català, espanyol i, ocasionalment, francès), va tornar a la delegació catalana de Radio Nacional, on poc després va començar la seva carrera directiva, en la qual va arribar a exercir el càrrec de cap de programes i emissions. Entre 1972 i 1974, va impulsar un canvi a la programació per fer-la més àgil i va introduir espais considerats precursors dels futurs magazines. En aquesta època, Nin va situar a un llavors desconegut Luis del Olmo al capdavant d'un programa anomenat Protagonistas, que es va mantenir durant més de quatre dècades en les ones.
Així mateix, va ser un dels màxims promotors i qui va dissenyar les primeres graelles de programació de Ràdio 4, emissora de RNE que es va convertir, al desembre de 1976, en la pionera en les emissions en català i per a tot l'àmbit de Catalunya després de la Guerra Civil Espanyola.